# ۱۲۶۴ (میلادی)
۱۲۶۴ (میلادی) هزار و دویست و شصت و چهارمین سال تقویم میلادی است.

## درگذشتگان
‎